# Frank Richard Heartz
Frank Richard Heartz, homme politique canadien, né le 7 janvier 1871 et mort le 27 août 1955, servit comme lieutenant-gouverneur de la province de l'Île-du-Prince-Édouard entre 1924 et 1930.